# Karin Anna Cheung

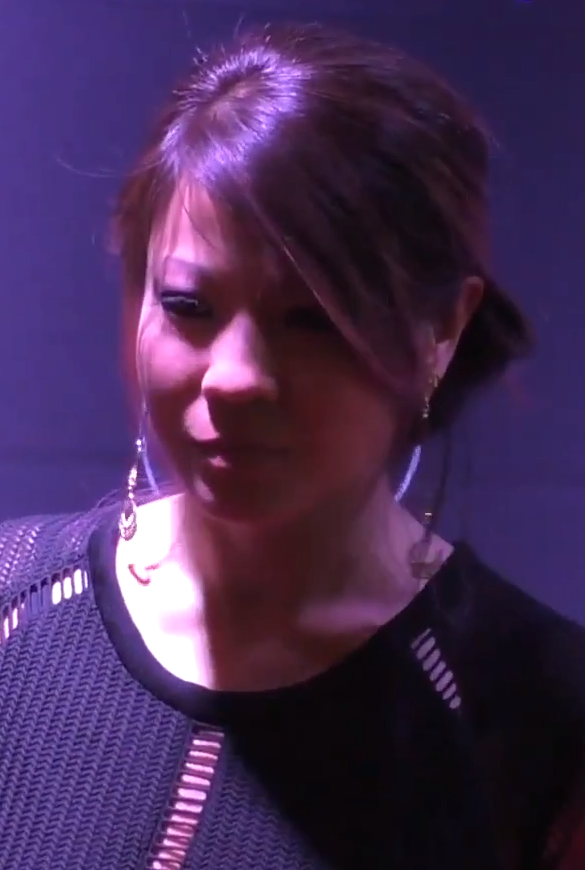
Karin Anna Cheung, 2016

Karin Anna Cheung (* 2. November 1974 in Los Angeles, Kalifornien) ist eine US-amerikanische Schauspielerin und Sängerin.

## Leben
Karin Cheung ist asiatischer Herkunft und wurde im November 1974 in Los Angeles im US-Bundesstaat Kalifornien geboren. Sie besuchte die California State University, Northridge und schloss ihr Studium mit einem erfolgreichen Abschluss in Kunst ab.
Als Schauspielerin übernahm sie 2002 in dem Justin-Lin-Film Better Luck Tomorrow eine der Hauptrollen. 2006 spielte sie in dem Nickelodeon-Fernsehfilm Drake & Josh unterwegs nach Hollywood mit. Zudem war sie 2009 in der Erotikkomödie The People I’ve Slept With ebenfalls in der Hauptrolle zu sehen. 2012 übernahm sie die Rolle der Kaz Suyeishi in dem animierten Kurzfilm Hibakusha von Steve Nguyen und Choz Belen.

## Filmografie (Auswahl)
- 2002: Better Luck Tomorrow
- 2006: Drake & Josh unterwegs nach Hollywood (Drake & Josh Go Hollywood)
- 2006: Abominable
- 2009: The People I’ve Slept With
- 2012: Hibakusha